# Carl Theodor Ernst von Siebold
Carl Theodor Ernst von Siebold (Vurzburgo, 16 de fevereiro de 1804 – Munique, 7 de abril de 1885) foi um anatomista e zoólogo alemão. Ele foi responsável pela introdução dos táxons Arthropoda e Rhyzopoda, e por definir o táxon Protozoa especificamente para organismos unicelulares.

## Trabalho científico
Sua publicação mais conhecida foi o Lehrbuch der Vergleichenden Anatomie (Manual de Anatomia Comparativa) (1845-1848), que ele co-editou com Hermann Friedrich Stannius, sendo o grande responsável pelo primeiro volume, sobre invertebrados (ver Principais publicações). Siebold foi o criador, depois de Cuvier, das primeiras reformas importantes na zoologia sistemática e estabeleceu a natureza unicelular dos Protozoários, que ele combinou pela primeira vez em um filo. Ele introduziu os táxons Arthropoda e Rhyzopoda. Em 1848, juntamente com R. A. von Kölliker fundou a principal revista biológica Zeitschrift für Wissenschaftliche Zoologie (Jornal de Zoologia Científica), que editou até sua morte. Esta foi por muito tempo a principal revista morfológica e anatômica da Europa.
Suas realizações científicas incluíram (em 1851) colaborar com Theodor Bilharz na primeira descrição do verme do sangue Schistosoma haematobium, (em 1853) a elucidação do ciclo de vida da tênia Echinococcus granulosus, (em 1854) a sugestão de que as cercárias do verme Fasciola hepatica foram o estágio infectante que passou do hospedeiro invertebrado para o hospedeiro vertebrado, e (em 1856) a descoberta da partenogênese em insetos. Ele também publicou trabalhos sobre medusas, outros cestodes e trematódeos, e estrepsipteros ...
Sua coleção de espécimes de vermes foi comprada para a coleção Helminth do Museu de História Natural de Londres em 1851. Sua coleção de peixes (1804-1855), especializada em peixes de água doce da Baviera, foi depositada no Gabinete Zoológico do Estado da Baviera em 1863, e embora a maioria tenha sido perdida na Segunda Guerra Mundial, alguns espécimes permanecem no Zoologische Staatssammlung em Munique.

## Principais publicações
- Observationes de Salamandris et Tritonibus (1828)
- Beiträge zur Naturgeschichte der wirbellosen Thiere (Contributions to the natural history of invertebrates; Danzig, 1839)
- Lehrbuch der vergleichenden Anatomie der Wirbellossen Thiere (Manual of comparative anatomy of invertebrates; Berlin, 1848, by C. T. E. von Siebold), being the first volume of Lehrbuch der Vergleichenden Anatomie (Manual of comparative anatomy; edited by C. T. E. von Siebold and H. Stannius, 1846–48); however, it was published after the second volume, Lehrbuch der vergleichenden Anatomie der Wirbelthiere (Manual of comparative anatomy of vertebrates; Berlin, 1846, by H. Stanius), leading to confusion regarding the correct date of the works
- Ueber die Band- und Blasenwürmer (1854)
- Wahre Parthenogenesis bei Schmetterlingen und Bienen (True parthenogenesis in moths and bees; 1856; English trans. 1857)
- Die Süsswasserfische Mitteleuropas (Freshwater fish of Central Europe; Leipzig, 1863) Here he points out some of the hybrid forms.
- Beiträge zur Parthenogenesis der Arthropoden (Contributions on the parthenogenesis of Arthropods; 1871) Here he established the fact of parthenogenesis in two wasps, in a saw fly, in several moths, and in certain phyllopod crustacea.